# Dominique de Vic
Ne doit pas être confondu avec Dominique de Vic (1588-1661).
Dominique de Vic - parfois orthographié « de Vicq » -, vicomte d'Ermenonville, seigneur de Montainville (Yvelines), est né en 1551 et mort à Paris (ou Calais ?) le 14 août 1610. Il fut un militaire français, un des compagnons d'armes les plus dévoués de Henri IV.
Il est aussi connu sous le surnom de « capitaine Sarred » (ou Farrède).
Le contexte politique est celui des guerres de religion (huit conflits entre 1562 et 1598), de l'assassinat de Henri III suivi de l'avènement de Henri IV (1589), et de l'assassinat de ce dernier (1610).

## Un ardent soldat
D'après François du Chesne et Honoré de Fourny, il est issu d'une ancienne famille de Guyenne (sud-ouest de la France).
Il est d'abord enseigne (1567)[réf. souhaitée], puis capitaine du Guet des compagnies de gens à pied ordinaires de la garde du Roi.
Il accompagne avec son régiment de gens de pied Charles de Lorraine (1554-1611), duc de Mayenne (1573-1611), lors de la campagne de Guyenne en 1585.
Le 10 avril 1586 il est au siège de Sainte-Bazeille sur la Garonne où il est grièvement blessé par arquebuse à la jambe et cuisse droite. Cette blessure l'empêchant de servir, il se retire dans ses terres[réf. souhaitée]. Le 2 août 1589 Henri III est assassiné. Le président de Thou, ami de Dominique de Vic, persuade ce dernier de se faire couper la jambe (d'où le qualificatif de « cavalier à la jambe de bois »)[réf. souhaitée] pour pouvoir rejoindre l'armée de Henri IV qui a besoin de renforts.
Le 14 mars 1590 il est fait sur-le-champ sergent de bataille à la bataille d'Ivry, où il se comporte remarquablement vaillamment.
Après cette victoire, Henri IV lui donne le gouvernement de Saint-Denis, place difficile à défendre car ouverte de tous côtés. Le roi considérait qu'elle ne pouvait être conservée que "par un homme vigilant et de grand cœur".
Le 3 janvier 1591, le chef de la Ligue catholique Claude de Lorraine, dit le chevalier d'Aumale (1564 - 3 janvier 1591), escalade de nuit les remparts de Saint-Denis avec ses troupes, prend une des portes de la ville et atteint la grande place.

« Au premier bruit d'alarme le sieur de Vic monte à cheval nu en chemise avec les siens, va droit à l'ennemi, et l'attaque si vivement qu'il l'étonne. Il les chasse hors de la ville avec tant de confusion et de perte, que le chevalier d'Aumale y fut tué.[réf. incomplète] »

Cet épisode lui donne tant de réputation, que Paris n'ose plus attaquer Saint-Denis. Il contribue à la reprise de Paris des mains des Ligueurs. Sitôt entré dans la ville, le roi l'en retire pour lui donner le gouvernement de la Bastille (alors partie de l'enceinte fortifiée parisienne). Henri IV ayant ensuite reconquis Amiens, il lui en confie le gouvernement ; puis celui de Calais quand les Espagnols la rendent.

## Les honneurs
Henri IV lui donne successivement le gouvernement de Saint-Denis (1591) ; de la Bastille ; de Calais, Boulogne, Amiens et « pays reconquis » en 1598, après le traité de Vervins. Il le nomme vice-amiral en 1602, puis ambassadeur auprès des cantons suisses en 1604.
En février 1603 Henri IV autorise Dominique, son frère et toute leur descendance à ajouter à leurs armes un petit écusson d'azur chargé d'une fleur de lys d'or.

## Un bâtisseur

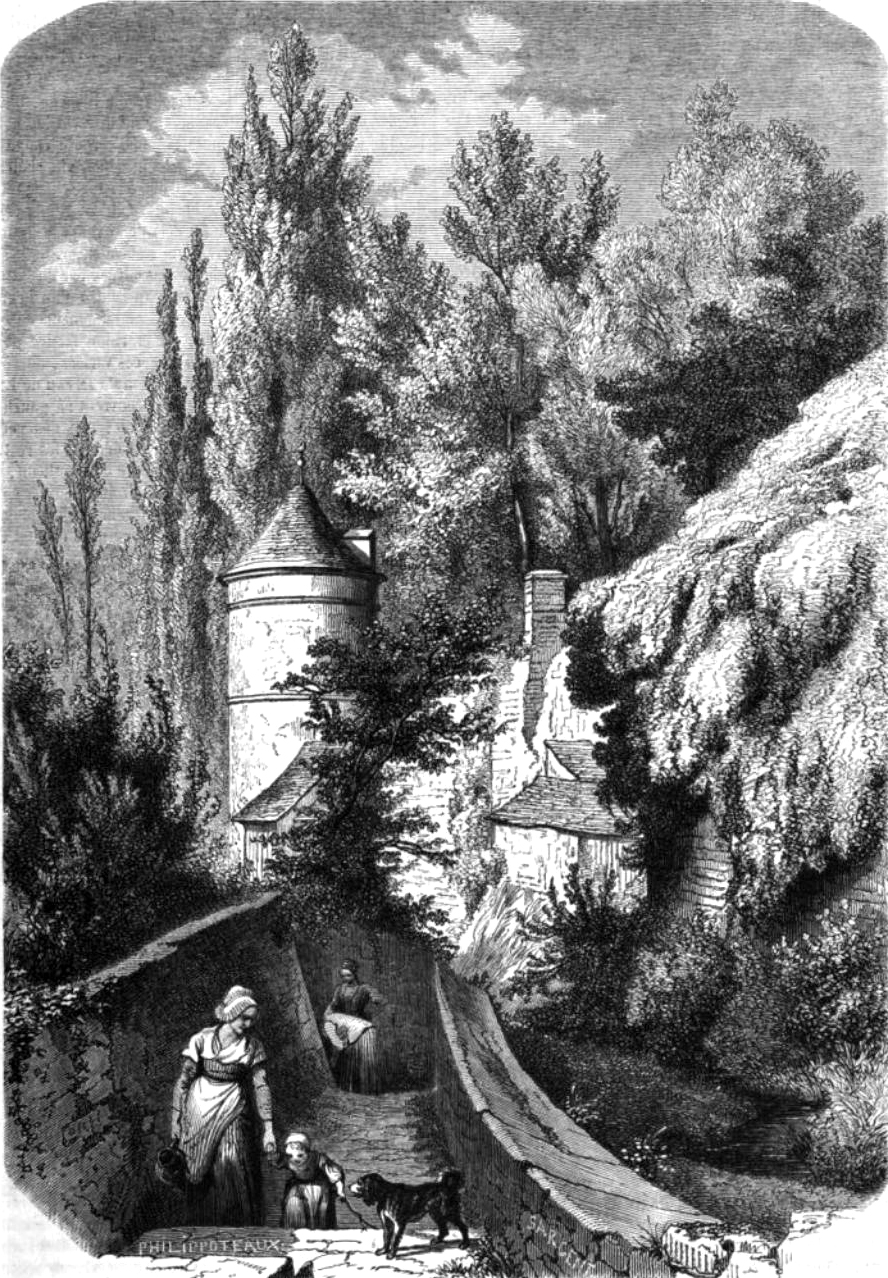
Un fossé du château d’Ermenonville - Gravure

Quand il reçoit la mission de défendre les « pays reconquis » en 1598, il fait effectuer plusieurs ouvrages d'importance : construction de la forteresse d'Amiens, renforcement des fortifications de Calais et de la digue de Sangatte...
En décembre 1600, Dominique de Vic et sa femme - Jeanne de Morainvilliers, épousée en en 1578 - acquièrent Ermenonville ,. Dominique ou son frère Méri y fait construire le château.
En 1603, il fait reconstruire le chœur de l'église de Montainville (Yvelines) où ses armes et celles de Jeanne de Morainvilliers figurent aux clés de voûte.

## Armoiries
« De gueules, à deux bras & mains jointes ensemble, mouvants des deux flancs & posés en fasce d’argent, & en chef un écusson d’azur, chargé d’une fleur de lys d’or, & d’une bordure du même. »

alias :

« De gueules, à une foi d’argent, mouvants des deux flancs, surmontée d’un écu d’azur à la fleur de lys d’or & à la bordure du même. »

Existent aussi quelques variantes accolées ou écartelées des 9 merlettes des Morainvillier.
En 1603 Henri IV permet aux frères de Vic et à leur descendance d'ajouter une fleur de lys à leurs armoiries. Lorsque Dominique de Vic devient vice-amiral en 1602, une ancre de marine est ajoutée à ses armoiries.

## Mort et mémorials

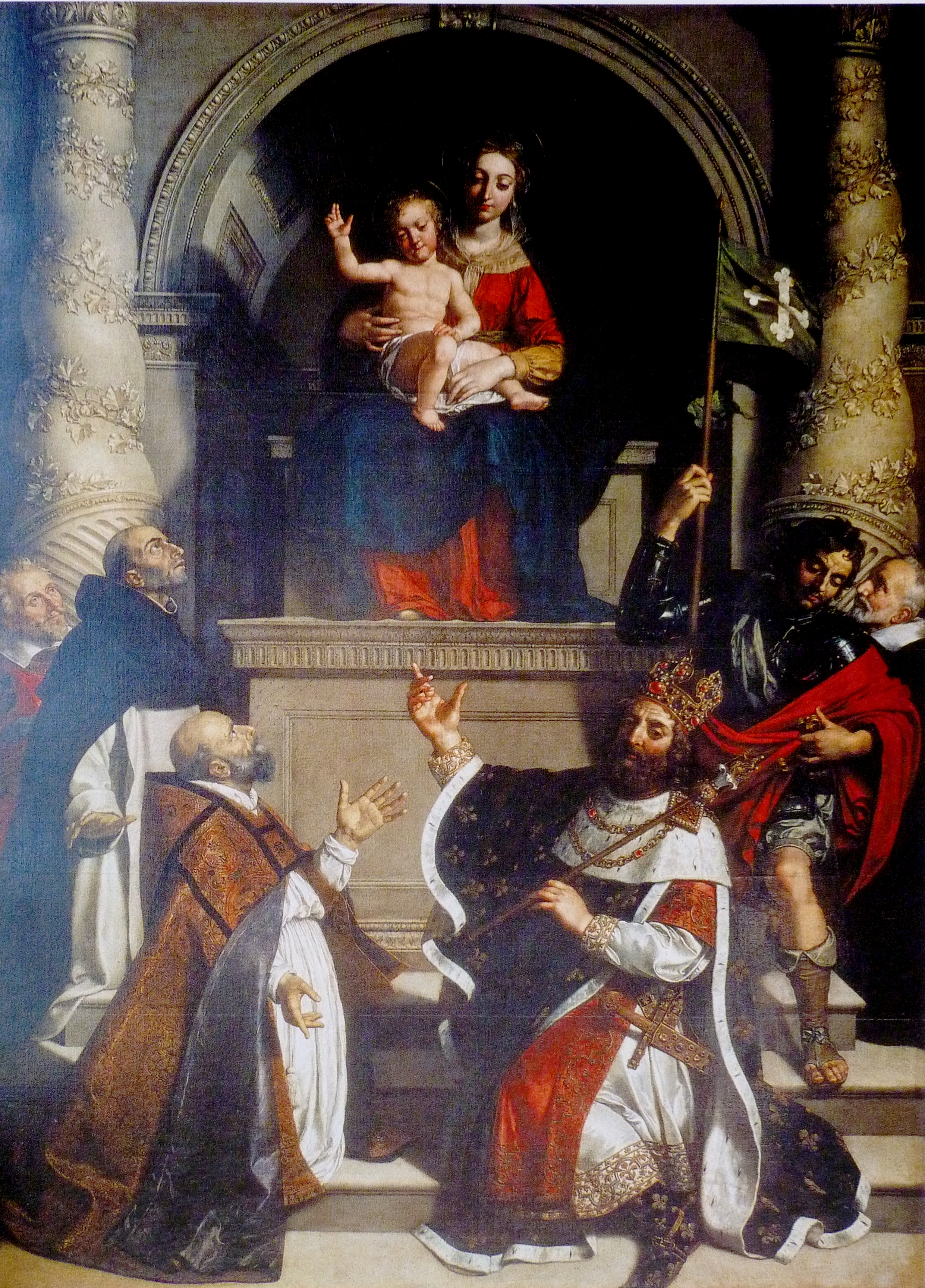

Il meurt le 14 août 1610 à l'âge de 59 ans.
Il est dit que passant après la mort du roi dans la rue de la Ferronnerie, où ce prince avait été assassiné, Vic fut saisi d'une douleur si vive qu'il en mourut le lendemain[réf. souhaitée].
Il est enterré à Calais, où l'on voit son épitaphe.
Son buste, qui se trouvait sur le cénotaphe élevé à l'église d'Ermenonville, est exposé au musée du Louvre. Il a été sculpté par Guillaume Dupré ou par son beau-père Barthélemy Prieur.
Entre 1615 et 1618, son frère Méri de Vic acquiert une chapelle neuve dans l'église Saint-Nicolas-des-Champs (Paris, 3e arr.) qui était sa paroisse puisque son hôtel particulier était (actuel n°202) rue Saint-Martin. On voit toujours dans cette chapelle (n°23) les peintures murales qu'il a commandées à Georges Lallemant, ainsi que le retable peint par Frans Pourbus le Jeune.
Sur ce tableau, dit la Vierge de la famille de Vic, sont représentés Méry, au fond à droite, et son frère Dominique I de Vic, reconnaissable à son armure, au fond à gauche. Devant ce dernier figure saint Dominique qui est le saint patron également du fils aîné de Méry, Dominique II de Vic. Celui-ci est aussi évoqué, en tant qu' abbé du Bec, par le prélat agenouillé, probablement saint Anselme. Ce tableau est l'un des deux seuls - avec La Messe de Saint Gilles - à représenter les regalia, dont la couronne de Saint Louis.

## Famille

### Parents
Son père  Raymond de Vic, seigneur de Camarde et de Tavers, épouse en premières noces Julie de Mercadantis, romaine. Ils ont pour enfant :
- François de Vic, homme d'armes des ordonnances du roi sous la charge du seigneur de Terrides, est né à Rome. Il est naturalisé français en février 1565, par lettres enregistrées le 18 octobre de la même année[4].

Raymond de Vic se marie en secondes noces avec Comtesse (le prénom, pas le titre) de Sarred, dont Dominique tient son surnom de « capitaine Sarred ». Ils ont trois enfants :
- Méry de Vic (ou Meri de Vic) (° avant 1540 - † 1622), maître des requêtes du roi Henri III, président au parlement de Toulouse en 1582, conseiller du roi sous Henri IV (roi de Navarre 1572-1610, roi de France 1589-1610), intendant de justice en Guyenne en 1597, garde des sceaux de France sous Louis XIII en 1621. Diplomate avisé auprès des Ligueurs et des Cantons suisses où il est envoyé en ambassade. Épouse le 2 février 1588 Anne Bourdineau († 1610), fille de Jacques Boudineau, seigneur de Boisblandin et Baronville, et d'Anne Garrault ; dont postérité (voir l'article « Méry de Vic »).
- Dominique de Vic
- Denise de Vic, épouse en premières noces Antoine Chaudet, seigneur de Lassenay, secrétaire du chancelier de Cheverny : en deuxièmes noces le sieur de la Tuillerie[1].

### Conjointe
Dominique de Vic épouse le 2 mai 1578 Jeanne de Morainvilliers (1565-1628), veuve d'Oudart Blondel de Joigny (+ ~1577), baron de Bellebrune, fille de Charles de Morainvilliers seigneur de Flacourt, et de Louise de Fresnoy. Sans postérité.